# Don MacLean
Donald James MacLean (ur. 16 stycznia 1970 w Palo Alto) – amerykański koszykarz, skrzydłowy, laureat nagrody dla zawodnika, który poczynił największy postęp, komentator oraz analityk koszykarski.
W 1988 wystąpił w meczu gwiazd amerykańskich szkół średnich - McDonald’s All-American.
W 2000 został ukarany zawieszeniem na 5 meczów NBA za stosowanie sterydów, czym naruszył ligowe przepisy antydopingowe.

## Osiągnięcia
Na podstawie, o ile nie zaznaczono inaczej.
- Uczestnik rozgrywek:
  - Elite 8 turnieju NCAA (1992)
  - Sweet 16 turnieju NCAA (1990, 1992)
  - II rundy turnieju NCAA (1989, 1990, 1992)
  - turnieju NCAA (1989–1992)
- Mistrz sezonu zasadniczego konferencji Pac-12 (1992)
- Najlepszy pierwszoroczny zawodnik konferencji Pac-12 (1989)[6]
- Most Outstanding Player (MOP=MVP) turnieju Great Alaska Shootout  (1991)

NCAA
- Wybrany do:
  - I składu Pac-12 (1991, 1992)
  - II składu All-American (1992)
  - Galerii Sław Sportu UCLA - UCLA Sports Hall of Fame (2002)

NBA
- Zdobywca nagrody dla zawodnika, który poczynił największy postęp - NBA Most Improved Player Award (1994)[1]